# Nathan Tanouye
Nathan Tanouye (Platteville (Wisconsin), 1974) is een Amerikaans componist en trombonist.

## Levensloop
Tanouye kreeg tijdens zijn basisopleiding eerst piano- en later tromboneles. Op 11-jarige leeftijd vertrok hij met zijn ouders naar Hawaï. Later studeerde hij aan de Universiteit van Hawaï in Manoa trombone onder andere bij Jim Decker en Mike Becker, beide zijn ook leden van het Honolulu Symphony Orchestra. Met een studiebeurs kon hij zijn studies voltooien aan de Universiteit van Nevada (UNLV) in Las Vegas. Hij behaalde aldaar de diploma's voor klassieke- en jazz-uitvoering voor trombone. 
Hij werkte als freelance-trombonist met kunstenaars en artiesten zoals Natalie Cole, Johnny Mathis, Tony Bennett, de groep The Temptations, Luciano Pavarotti, Andrea Bocelli en Bette Midler. Sinds 1998 is hij 1e trombonist bij het Las Vegas Philharmonic Orchestra. Vanaf 2005 werkt hij als componist, arrangeur en trombonist in de groep "Santa Fe & The Fat City Horns". 
Als componist schrijft hij werken voor jazz-ensembles en harmonieorkest.

## Composities

### Werken voor harmonieorkest
- 2004 Three Steps Forward, voor sopraansaxofoon, piano, contrabas, drums en harmonieorkest
  1. Light years from here
  2. Quiet Stride
  3. Fate of the Gait
- 2005 Kokopelli's Dance, voor harmonieorkest
- 2006 Four Flew Over the Hornet's Nest, voor altsaxofoon solo en harmonieorkest

### Werken voor jazz-ensemble
- Band Aid, voor 4 trompetten, 3 trombones, 1 hoorn, 5 saxofoons, piano, elektrische basgitaar, drums
- Bea's Flat, voor 4 trompetten, 3 trombones, 1 hoorn, 5 saxofoons, piano, elektrische basgitaar, drums
- Crossings, voor 4 trompetten, 3 trombones, 1 hoorn, 5 saxofoons, piano, elektrische basgitaar, drums
- Hugo Hurwhey, voor 4 trompetten, 3 trombones, 1 hoorn, 5 saxofoons, piano, elektrische basgitaar, drums
- Maid In Mexico, voor 4 trompetten, 3 trombones, 1 hoorn, 5 saxofoons, piano, elektrische basgitaar, drums en slagwerk
- Nickolas' Green Monster, voor 4 trompetten, 3 trombones, 1 hoorn, 5 saxofoons, piano, elektrische basgitaar, drums
- One On One, voor 4 trompetten, 3 trombones, 1 hoorn, 5 saxofoons, piano, elektrische basgitaar, drums
- Russ Job, voor 4 trompetten, 3 trombones, 1 hoorn, 5 saxofoons, piano, elektrische basgitaar, drums
- Summer Sketch, voor 4 trompetten, 3 trombones, 1 hoorn, 5 saxofoons, piano, elektrische basgitaar, drums
- The Wind, voor tenorsaxofoon solo (of flügelhorn solo) 4 trompetten, 3 trombones, 1 hoorn, 5 saxofoons, piano, elektrische basgitaar, drums

### Kamermuziek
- New Horizons, voor 4 trompetten, 4 trombones, 5 saxofoons, gitaar, piano, elektrische basgitaar, drums, slagwerk (incl. vibrafoon)